# Разход
Разходът (мн. ч. – разходи) е общо понятие за изходящи парични потоци в счетоводството и в икономиката, което може да се отнася както до стопанската дейност на предприятията, така и до личните финанси на физическите лица.
Разходите на предприятието обхващат изходящи парични потоци, които възникват в хода на обичайната дейност, и такива, които не са свързани пряко с обичайната дейност – загуби.
Разходи, които възникват в хода на обичайната дейност на предприятието, могат да включват отчетната стойност на продадените активи, заплати, амортизации и други. Тези разходи обикновено представляват изходящ паричен поток или други краткотрайни или дълготрайни активи, като материални запаси, имоти, машини и съоръжения.